# Lee Eun-sang
Lee Eun-sang (em coreano: 이은상, nascido em 26 de outubro de 2002), também conhecido pelo monônimo Eunsang (em coreano: 은상), é um cantor sul-coreano. Ele estreou como membro do X1 em 2019. Ele estreou como artista solo em 31 de agosto de 2020, com seu single álbum "Beautiful Scar".

## Carreira

### 2019 - presente
Em 2019, Eunsang competiu no programa Produce X 101 representando a Brand New Music ao lado de Kim Si-hun, Yun Jung-hwan e Hong Seong-jun, agora do BDC. No final do show, ele foi feito um membro da programação de estreia do show na posição 'X', tornando-se um membro do grupo X1. Ele fez sua estreia com o grupo em 27 de agosto de 2019 e, em meio ao escândalo de manipulação de votos da Mnet, o grupo acabou tendo seu disband em 6 de janeiro de 2020.
Em 31 de agosto de 2020, Eunsang fez sua estreia solo com Beautiful Scar.

## Discografia

### Álbuns individuais
| Título         | Detalhes do álbum                                                                            | Melhores posições nas paradas | Vendas         |
| Título         | Detalhes do álbum                                                                            | KOR                           | Vendas         |
| -------------- | -------------------------------------------------------------------------------------------- | ----------------------------- | -------------- |
| Beautiful Scar | - Lançado: 31 de agosto de 2020 - Gravadora: Brand New Music - Formato: CD, download digital | 7                             | - KOR: 29,166+ |

### Singles
| Título                                          | Ano  | Melhores posições nas paradas | Álbum          |
| Título                                          | Ano  | KOR                           | Álbum          |
| ----------------------------------------------- | ---- | ----------------------------- | -------------- |
| "Beautiful Scar" (feat. Park Woo-jin of AB6IX ) | 2020 | -                             | Beautiful Scar |

### Outros lançamentos
| "Go Get Her" (BDC featuring Lee Eun-sang)                                                                                      | 2020 | — | The Intersection: Belief         |
| Colaborações |      |   |                                  |
| "Memories" (with Kim Woo-seok)                                                                                                 | 2020 | — | Non-album single                 |
| "Chandelier" (샹들리에) (with AB6IX and BDC)                                                                                   | 2020 | — | Brandnew Year 2020 'Brandnew Up' |
| "Playlist" show with - Kim Dong-hyun (AB6IX) - Lee Dae-hwi (AB6IX) - Hong Seong-jun (BDC) - Yun Jung-hwan (BDC) - Kanto - Gree | 2021 | — | Non-album single                 |
| Apresentações na trilha sonora                                                                                                 |      |   |                                  |
| "Starry Night" (그때 다시 빛나요 우리)                                                                                         | 2020 | — | Let Me Off The Earth OST         |
| "—" denota lançamentos que não foram registrados ou não foram lançados naquela região                                          |      |   |                                  |

## Filmografia

### Shows de televisão
| Ano  | Título        | Rede | Notas      |
| ---- | ------------- | ---- | ---------- |
| 2019 | Produce X 101 | Mnet | Competidor |

### Vídeo de música
| Ano  | Título                   | Artista(s) | Ref.  |
| ---- | ------------------------ | ---------- | ----- |
| 2020 | "February 29" (2월 29일) | As One     | [ 8 ] |

## Prêmios e indicações
| Cerimônia de premiação | Ano  | Categoria                 | Nomeado(s)   | Resultado | Ref.  |
| ---------------------- | ---- | ------------------------- | ------------ | --------- | ----- |
| Golden Disc Awards     | 2021 | Rookie Artist of the Year | Lee Eun-sang | Indicado  | [ 9 ] |